# Paul Washer
Paul David Washer (Estados Unidos, 11 de septiembre de 1961) es un abogado, profesor, pastor bautista, misionero y escritor estadounidense, reconocido por ser predicador itinerante de la Convención Bautista del Sur y fundador y director de la Sociedad Misionera HeartCry que apoya el trabajo misionero con los nativos sudamericanos.

## Biografía
Nació en Estados Unidos el 11 de septiembre de 1961, hijo de un padre no creyente y una madre cristiana. Fue criado en una granja, misma en la que su padre fallece cuando Washer tenía 17 años.
Sus abuelos, por parte de su padre, fueron de los primeros misioneros bautistas en Brasil y en Mindanao.
Washer informa que se convirtió al cristianismo mientras estudiaba para ser abogado de petróleo y gas en la Universidad de Texas en Austin. Se trasladó a Perú, donde se convirtió en misionero durante 10 años. En 1988, mientras estaba en Perú, Washer fundó la Sociedad Misionera HeartCry para apoyar a los misioneros indígenas que dan testimonio a las personas de su propia cultura. A partir de 2017, la organización apoyó a 238 familias misioneras en 41 países.
Washer más tarde regresó a los Estados Unidos, y ha residido en Radford (Virginia) desde 2010, donde continúa como director de misiones de HeartCry.
Está casado con Rosario "Charo" Washer de nacionalidad Peruana, con quien tiene 4 hijos: Ian, Evan, Rowan y Bronwyn; actualmente viven en Radford, Virginia.
A veces se identifica a Washer como parte del movimiento del Nuevo Calvinismo, aunque ha expresado su preocupación por este movimiento.
En 2002, Washer predicó un "mensaje impactante para la juventud" en el que sugirió que la mayoría de su audiencia "cristiana" podría terminar en el infierno. A partir de 2021, el vídeo de Youtube de la charla ha recibido más de 3 millones de visitas. Washer apareció en el documental American Gospel: Christ Alone (2018), en el que dijo: "En otras religiones, se llega al cielo siendo bueno, ganándoselo". Universalistas como Rick Pidcock, escribiendo para Baptist News Global, argumentaron que esto "categoriza falsamente a todas las demás religiones como personas que tratan de ganarse el camino al cielo."
En 2017, Washer sufrió un ataque cardíaco no mortal.
En cuanto a sus convicciones acerca de la familia, él cree y enseña que su esposa es su principal ministerio, después está su responsabilidad como padre y finalmente su rol como ministro de la Palabra de Dios. Además, se opone totalmente al actual concepto de noviazgo que no tiene como meta al matrimonio, llamado "noviazgo recreativo" o "noviazgo por entretenimiento", ya que, afirma, éste no tiene nada que ver con los principios de pureza y matrimonio que enseña la Biblia.
A finales noviembre del año 2023 tuvo que ser intervenido a una operación de corazón abierto para hacerle un bypass 

### Estudios
Paul Washer estudió para ser abogado especializado en leyes petroleras en la Universidad de Texas; tras terminar la carrera inició sus estudios teológicos en el Seminario Teológico Bautista del Suroeste, seminario perteneciente a la Convención Bautista del Sur, y obtuvo una Maestría en Divinidad. Poco tiempo después de su graduación, Paul salió de Estados Unidos y se mudó a Perú para servir como misionero.

### Conversión y trabajo misionero
Mientras estudiaba para ser abogado especializado en leyes petroleras, en la Universidad de Texas, él consideraba su vida como miserable y mediocre ya que era un "mentiroso, alcohólico y cobarde". No fue sino hasta que un joven de su complejo universitario le predicó acerca de Jesucristo que Washer comenzó a leer la Biblia y de un momento a otro experimentó el nuevo nacimiento.
Washer trabajó como misionero en Perú por 10 años. Durante ese tiempo fundo la “Sociedad Misionera Heartcry” para apoyar a sembradores de la Iglesia del Perú. El trabajo de HeartCry hoy en día apoya aproximadamente a 255 familias misioneras en 43 países del mundo, en Latinoamérica, África, Asia, Europa, Medio Oriente y Rusia.
Paul Washer frecuentemente predica en su iglesia local Radford Fellowship y es escritor de libros de contenido evangélico; entre sus libros más recientes se encuentran: Conociendo al Dios Vivo, Discerniendo el Problema del Hombre y Descubriendo el Glorioso Evangelio.

### Tipo de sermón
Los sermones de Washer son de tipo Textual, Temático o Tópico y Expositivo. La mayoría de sus sermones son de tipo expositivo.
En sus sermones se enfoca en: el evangelismo, la santidad de Dios, el conocimiento de Jesucristo, los atributos de Dios, el cielo y el infierno, la oración, el evangelio, la teología sistemática, en la meditación de la Biblia y en la doctrina de la seguridad de la salvación. Usualmente predica en contra de: la práctica del llamado al altar, la oración del pecador, la idolatría en la adoración, el falso evangelismo, el enfoque en el crecimiento cuantitativo de la iglesia y los errores Teológicos acerca de la Biblia fomentados en las iglesias evangélicas. Es uno de los pastores de la corriente contra el decisionismo. El formato evangelístico de Washer está fuertemente influenciado por los estudios y sermones de Charles Spurgeon.
Sus sermones con frecuencia hablan acerca de la forma en que una persona es salvada del infierno; afirma que las personas alcanzan la salvación por gracia por medio de la fe, conforme a la teología reformada de la salvación. Washer coincide con la doctrina de la elección, es decir, que las personas que son salvadas no escogen arrepentirse y creer por sus propias capacidades sino que son escogidas por Dios antes de la fundación del mundo y es Dios quien da el don del arrepentimiento y la fe. 
Algo que caracteriza su tipo de sermón es su rechazo hacia algunos líderes religiosos que según él no predican al Cristo de la Biblia, conocidos como pastores carismáticos, de la teología de la prosperidad  o emergentes; menciona que estos presentan un mensaje anti-bíblico, con matices humanistas y que enfatizan en el bienestar terrenal del hombre y no en la gloria de Dios. Washer asevera que el mensaje de estos predicadores distorsiona el evangelio, ya que le agregan promesas de salud, riqueza y prosperidad.
Paul cita la historia de la iglesia para dar relevancia a las doctrinas bíblicas que cree y enseña, además frecuentemente cita otros predicadores históricos que considera hombres de gran fe cristiana como Thomas Watson, John Flavel, R. C. Sproul, Robert Murray M'Cheyne, Juan Calvino, Richard Baxter, John Wesley, Leonard Ravenhill, George Whitefield, Charles Spurgeon, A. W. Tozer, George Muller, John Piper, Jonathan Edwards, Martyn Lloyd-Jones, John F. MacArthur, entre otros. Participa frecuentemente en programas de radio enseñando acerca de cómo la gente alcanza la salvación eterna.

### Críticas
El pastor Paul Washer constantemente es criticado en algunos sectores pentecostales por la dureza y aspereza al tratar tópicos que sugieren la salida de la zona de confort en la que pueden encontrarse los cristianos; y por las críticas que realiza a Joel Osteen, Benny Hinn, Marcos Witt, entre otros predicadores asociados con la denominada Teología de la prosperidad.

## Libros
- El único Dios verdadero: Un estudio bíblico de la doctrina de Dios.
- La verdad acerca del hombre.
- El Poder y Mensaje del Evangelio.
- Conociendo al Dios Vivo
- Discerniendo el Problema del Hombre
- Descubriendo el Glorioso Evangelio.